# Gendarmería de Chile
La Gendarmería de Chile (GENCHI) es una institución militar armada penitenciaria de Seguridad pública, que tiene por finalidad atender, vigilar y contribuir a la reinserción social de las personas que por resolución de autoridades competentes, fueren detenidas o privadas de libertad y cumplir las demás funciones que le señale la ley. En razón de sus fines y naturaleza, es una institución jerarquizada, disciplinada, obediente uniformada y su personal está afecto a las normas que establece el estatuto legal respectivo. Fue creada el 2 de febrero del año 1911 por el presidente y abogado Ramón Barros Luco mediante Decreto n.º 214. Su actual lema es “Labor Omnia Vincit Improbus”, que traducido del latín significa “el trabajo abnegado todo lo vence”. Su símbolo es un  torreón almenado de un castillo, y su actual nombre deriva del francés “gens d'armes”, que significa gente de armas.
Depende del Ministerio de Justicia y Derechos Humanos y le corresponde dirigir todos los establecimientos penales del país, velar por la seguridad interior de ellos y la seguridad perimetral de los centros del SENAME destinado a internación provisoria y el cumplimiento de las sanciones privativas de libertad de los adolescentes por infracción de ley penal.
En materia de intervención, le corresponde contribuir a la reinserción social de las personas privadas de libertad y asistir en el medio libre aquellas que accedan al mismo por encontrarse cumpliendo condenas o por otra causa legal.
Gendarmería de Chile es la responsable de cumplir las resoluciones emanadas de la autoridad competente, relativas al ingreso y a la libertad de las personas sometidas a su guarda, como asimismo, recibir y poner a disposición del tribunal competente a los imputados. Es la mandada a custodiar y atender a las personas privadas de libertad, mientras permanezcan en los establecimientos penales, durante las salidas autorizadas con vigilancia y los egresados de los recintos carcelarios en los casos que la ley determine. Le concierne administrar el dispositivo de monitoreo telemático a las personas condenadas a apenas sustitutivas y resguardar la seguridad interna de los recintos donde funcionan el Ministerio de Justicia, la Corte Suprema y en general los tribunales de justicia que determine el presidente de la República.
En 1911, bajo el gobierno de Ramón Barros Luco, se promulga el Decreto N.º 214, con el cual se crea el Cuerpo de la Gendarmería de Prisiones de la República de Chile. 
Su denominación ha cambiado a lo largo del tiempo: el 30 de noviembre de 1921 se le llamó Cuerpo de la Gendarmería de Prisiones de la República de Chile; después, en 1930, se le denominó Dirección General de Prisiones; en 1933, Servicio de Vigilancia de Prisiones; en 1960, Servicio de Prisiones; y en 1975, Gendarmería de Chile. 
En la actualidad está a cargo del director nacional (s) Rubén Pérez Riquelme, nombrado interinamente el año 2025 por el presidente de la República.

## Historia

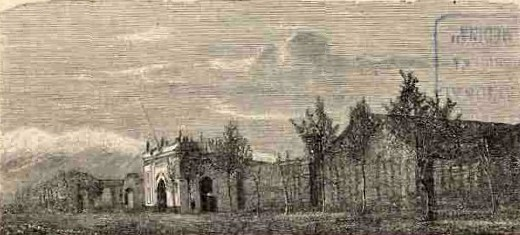
La Penitenciaría de Santiago en 1872.

Los orígenes de las cárceles en el mundo se remontan cuando en el pasado, la mayoría de los militares de los principales Ejércitos de la historia, además de ir a una eventual guerra, realizaban las labores policiales y penitenciarias, esto mucho antes de la creación de ramas independientes. En Chile los hechos no son muy distintos, después de la independencia de la nación,
los antecedentes de una Gendarmería de prisiones se remontan al siglo XIX cuando el Ejército estaba a cargo de estas tareas antes de la creación de ramas autónomas.

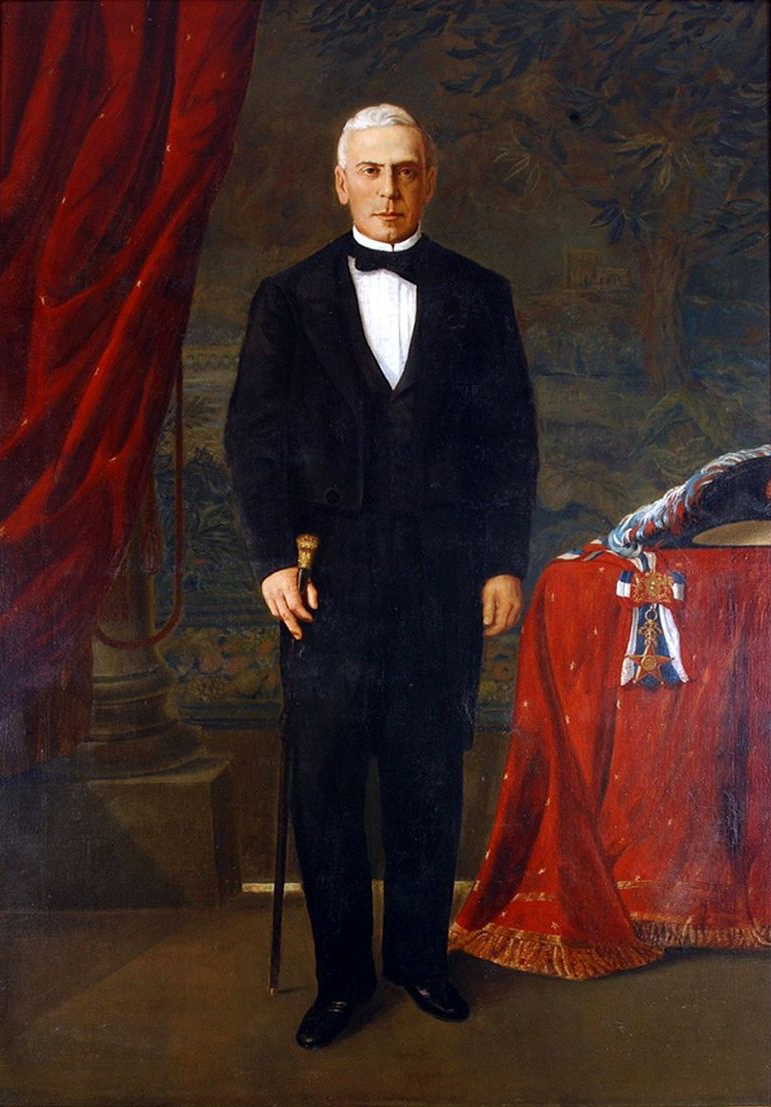
El presidente José Joaquín Pérez, quien creó en 1870 mediante una ordenanza, la Guardia Especial para la Penitenciaría de Santiago.

La institución se empieza a formalizar desde 1843, cuando bajo la presidencia del general Manuel Bulnes se crea la Penitenciaría de Santiago, uno de los hitos más significativos de la historia carcelaria, primera prisión profesional creada usando la idea del panóptico. El 25 de noviembre de 1870, una ordenanza del presidente José Joaquín Pérez, estableció la creación
de la «Guardia Especial de Prisiones para el Presidio Urbano de Santiago», ello como grupo encargado de la custodia de los presos, el cual se crea al designar Policías Municipales, con lo cual una compañía se traslada de forma permanente al interior de la Penitenciaria de Santiago, y después a la cárcel de Valparaíso, para posteriormente fusionarse con el Cuerpo de Celadores del Ejército que eran los funcionarios que trabajaban custodiando las prisiones, pero que a diferencia de la Guardia Especial, el Cuerpo de Celadores no realizaba labores como la de traslado de los presos a los tribunales o su regreso de los tribunales a las prisiones, así que lo anterior fijó los cimientos del Cuerpo de la Gendarmería Prisiones.

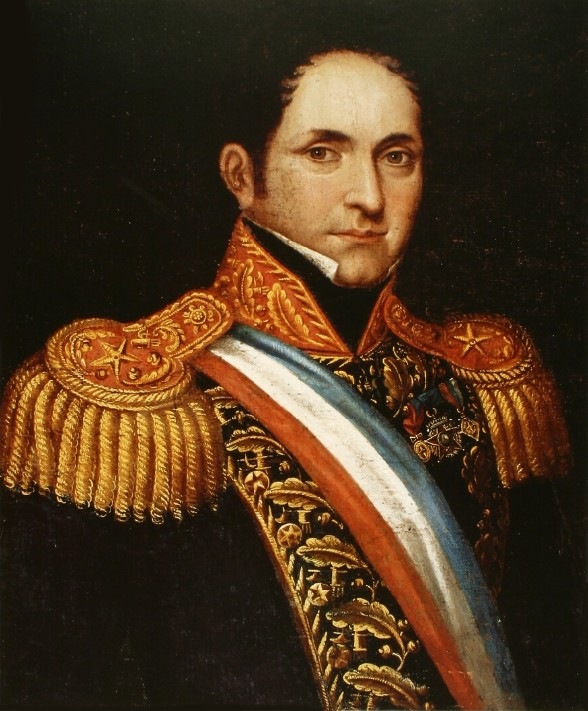
El presidente Joaquín Prieto, quien creó legalmente la Guardia Especial para la Penitenciaría de Santiago.

Con el transcurrir tiempo, la unión de la Guardia Especial de Prisiones, y el Cuerpo de Celadores, los convirtió en una entidad diferente y emancipada del Ejército, aunque sometido a las leyes y ordenanzas de este. Su distintivo era un botón color plateado con una estrella al centro y la leyenda "Guardia de Cárceles de Chile", y se conserva el único ejemplar conocido en el Museo de la Guerra del Pacífico en calle Cienfuegos 50 B, comuna de Santiago, Región Metropolitana.

Aproximadamente un año después, el 8 de noviembre del año 1871, bajo el gobierno del general José Joaquín Prieto, mediante ley de la República, se crea la “Guardia Especial para la Penitenciaría de Santiago”. Lo anterior confirió un marco legal regulatorio a la Guardia Especial para la Penitenciaría de Santiago que ya existía desde un año antes por medio de una ordenanza. 

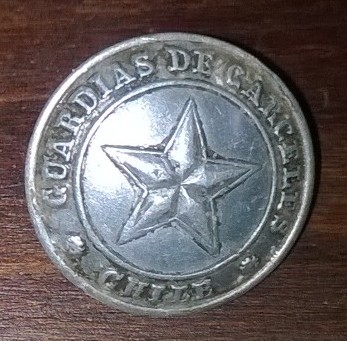
Botón de la blusa o guerrera del uniforme de los gendarmes del Batallón Bulnes con la inscripción Guardias de Cárceles Chile.

Entre los días 7 y 14 de abril de 1879, durante la Guerra del Pacífico, el Batallón de Gendarmes, de Policías o Batallón Bulnes, participó en distintas acciones en las que destacó el sargento mayor (equivalente a mayor en la época) Lucas Valero, siendo el primero en detentar el título de alcaide o jefe de unidad, siendo administrador su cargo en la Penitenciaría (conocida hoy como Antigua Penitenciaría de Santiago). El batallón regresó de la guerra portando su glorioso estandarte que se encuentra hoy en el Museo Histórico Nacional. De la antigua Penitenciaría, actual Centro de Detención Preventiva Santiago Sur, salieron turnos completos para ir a la guerra, solo quedaron los que por enfermedad no podían asumir la vida de campaña. El nombre "Guardias de Cárceles de Chile" se usa aproximadamente desde 1874 hasta 1892 en que recibe otro nombre, lo que queda claro es que desde 1870 hasta la fecha los gendarmes realizan las mismas funciones lo que les da continuidad en la historia con más de 147 años seguidos en sus mismas labores.

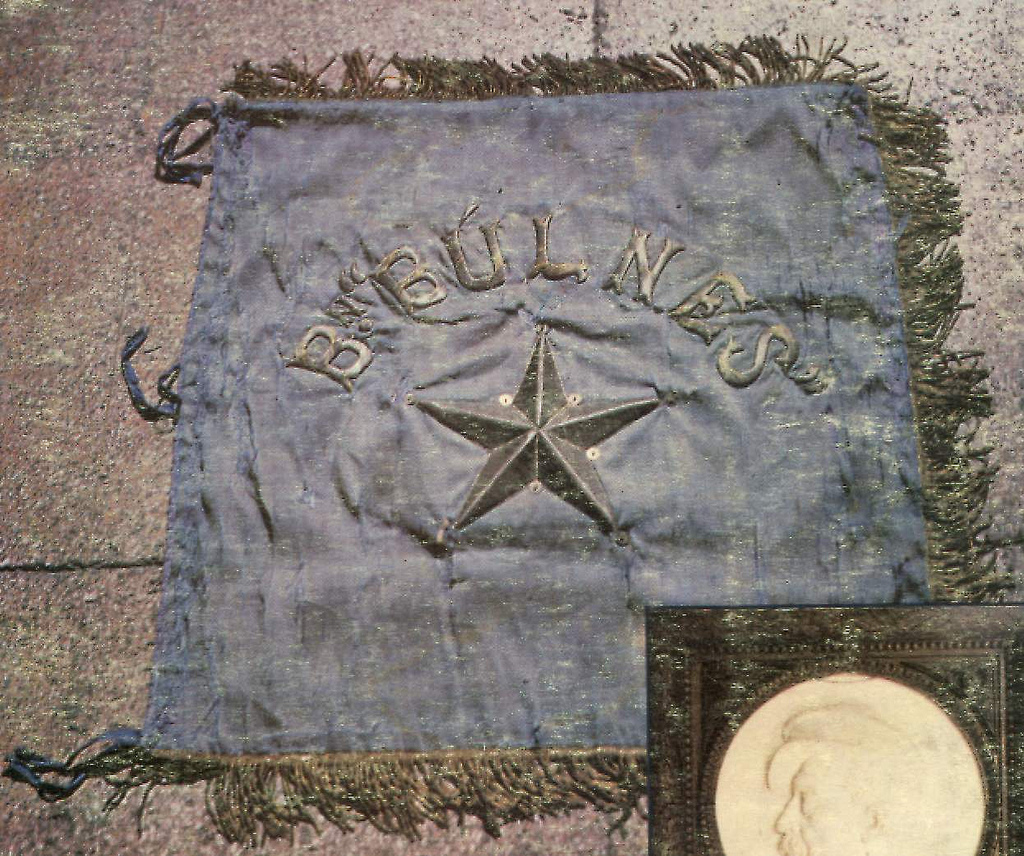
Bandera del Batallón Bulnes, el cual contó entre sus filas con Guardias de Cárceles y policías municipales durante la Guerra del Pacífico

Posteriormente, los Guardias de Cárceles (gendarmes) fueron reemplazados, lo mismo que la Policía Municipal de Santiago por el recién creado Cuerpo de Bomberos Armados de Santiago, lo mismo sucedió en Valparaíso al crearse el Regimiento Valparaíso que se formó con base en la Policía Municipal y Guardias de Cárceles de Chile porteños. Mientras están participando en la Guerra el Batallón Bulnes y el Batallón Valparaíso entre los años 1879 y 1881, son los bomberos quienes asumen todas las labores de los Policías Municipales y Guardias de Cárceles de Chile. El segundo comandante del Bulnes fue el sargento mayor (mayor) Lucas Valero quien fue condecorado al igual que sus hombres de la Penitenciaria de Santiago con medallas a la 1.ª y 2.ª campañas con las barras correspondientes a las acciones en que ellos participaron.

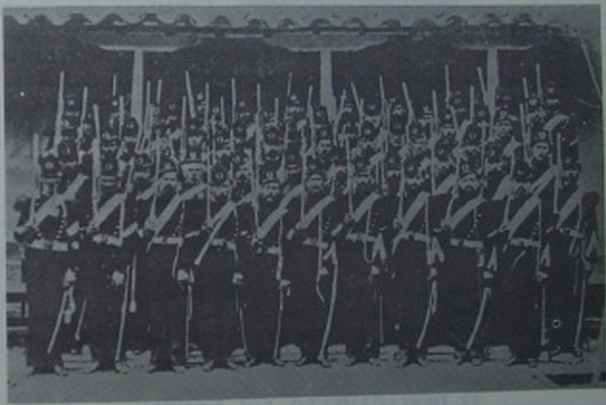
Batallón de la Guardia Municipal de Santiago, antecesor del Batallón Bulnes. Probablemente muchos de los fotografiados terminarían uniéndose con los guardias de prisiones o gendarmes de la Penitenciaria para crear el Batallón Bulnes.

Otro capítulo poco conocido en la historia de la Gendarmería de Chile es que en 1857 fue nombrado por el Supremo Gobierno el ingeniero José Gutiérrez de la Fuente para instalar por primera vez maestranzas y talleres con el fin de "reinserción de los presos por medio del trabajo". Esto fue completamente innovador en América, y durante un año este destacado ingeniero dio los primeros cursos de herrería, cerrajería talabartería, carpintería entre otros, después de ese año ingresó a la Armada de Chile hasta alcanzar gloriosa muerte el 21 de mayo de 1879 a bordo de la Corbeta Esmeralda cuando una bala de cañón del monitor peruano Huáscar (barco blindado) entró en la sala de máquinas matando a todos los que se encontraban en ese lugar. Este ingeniero une en su gloriosa muerte a la Escuela de Artes y Oficios, Universidad de Santiago, la Gendarmería de Chile y a la Armada de Chile.

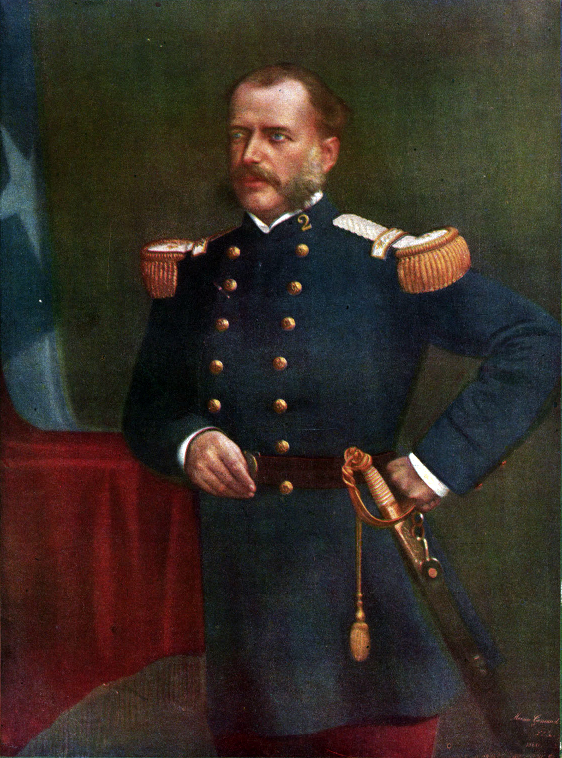
Eleuterio Ramírez, denominado "El León de Tarapacá" por su valentía y fortaleza en combate, quien perteneció al Cuerpo de Gendarmes.

Así mismo el teniente coronel Eleuterio Ramírez, comandante del 2.º de Línea, murió a los 43 años de edad, parte de su biografía dice: 

Vijilante i soldado de raza, puesto que era nieto, hijo i hermano de militares, algunos de ellos de alta escala i renombre, a los diecinueve años entro a servir en el "Cuerpo de Jendarmes", con el grado de subteniente. En las filas de esa milicia, menos brillante si se quiere, pero tan abnegada i valerosa como la del ejército, recorrió en rigurosa escala los puestos de subteniente, teniente i ayudante-mayor. A los cuatro años de este aprendizaje en la custodia i defensa de las garantías sociales, pasó (1859) a las filas del ejército. con el grado i empleo de ayudante mayor.

En 1892, bajo el gobierno del almirante Jorge Montt, se crearon jurídicamente las Guardias Especiales, y se dictó su respectivo Reglamento que entre otras funciones, las hizo responsables tanto del mantenimiento del orden interno y de la vigilancia exterior de la prisión, como de la ejecución de la pena de muerte; se incorporó asimismo la conducción de los reos a los Tribunales y su traslado de uno a otro establecimiento penal dentro del departamento.
Durante la presidencia del abogado Ramón Barros Luco en 1911, se promulga el Decreto presidencial N.º 214, el cual fusionó a las diferentes Guardias Especiales existentes, para crear el Cuerpo de la Gendarmería de Prisiones de la República de Chile. Con ello se centralizaba la custodia y traslado de la población penal en una única institución armada. 
El 30 de noviembre de 1921, durante la presidencia del también abogado Arturo Alessandri Palma, junto al ministro de justicia Roberto Sánchez García de la Huerta, aconteció que la Ley N.º 3.815 crea y organiza jurídicamente el Cuerpo de Gendarmería de Prisiones. La mayoría de los primeros vigilantes de prisiones eran soldados pertenecientes al Ejército. 

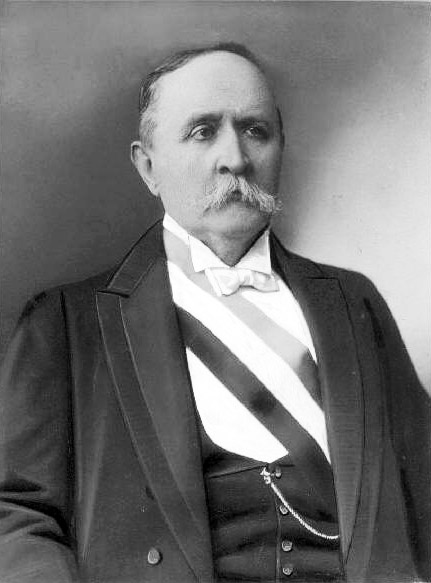
El presidente Ramón Barros Luco, fusionó a las Guardias Especiales en el Cuerpo de la Gendarmería de Prisiones de la República de Chile.

La Ley N.º 3.815 del 30 de noviembre de 1921 definió al Cuerpo de Gendarmería de Prisiones en su artículo 1: como una institución armada a cuyo cargo estará el mantenimiento y vigilancia del orden en el recinto de los tribunales y prisiones del país, y encargándose de la sujeción de los recluidos y de la vigilancia de los penados o detenidos que son conducidos de un punto a otro de la República. A su vez, se señaló en su artículo 5: el Cuerpo de Gendarmería queda sometido a las leyes y ordenanzas militares del Ejército (antecesor del Código de Justicia Militar) en lo relativo a la disciplina y castigo de los delitos que se cometan por su personal. En cuanto a la instrucción de este, a los ascensos, detalles de organización y distribución de sus servicios, quedará sometido a los reglamentos y decretos que dictare el presidente de la República.

El 10 de marzo de 1925 el Decreto Ley 301 modificó la definición del Cuerpo de la Gendarmería de Prisiones, por lo que se estableció en el artículo 1 del presente decreto: al Cuerpo de Gendarmería de Prisiones como una institución militar encargada de la vigilancia y custodia de los reos y detenidos dentro del recinto de los tribunales; de la sujeción de los recluidos en los establecimientos penales y de trasladar a los penados y detenidos de un punto a otro de la República. 

El uniforme de la Gendarmería de Prisiones y el Ejército se asemejaron mucho, y durante varios años fue casi igual. Posteriormente fue modificado un poco, pero siguió pareciéndose mucho al del Ejército, con la excepción de sus tenidas de salida, del distintivo de vivo color rojo para este (rayas en pantalón y gorra), y azul prusia para Gendarmería.

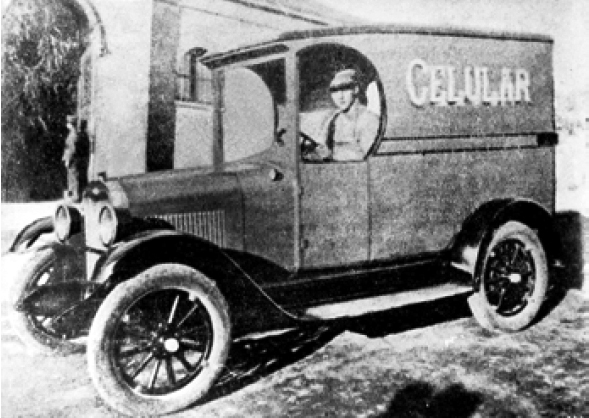
Carro celular comprado por la comunidad de Antofagasta en la década de 1920.

El 28 de agosto de 1928, por el Decreto N.º 1650, se da origen a la Escuela de la Gendarmería de Prisiones, con lo que se comienza la formación de oficiales y suboficiales de forma separada; hasta entonces, los ascensos de suboficiales a oficiales se obtenían por capacidad y méritos. 

El 11 de abril del año siguiente, por disposición del presidente Carlos Ibáñez del Campo, se fusionaron gendarmes y carabineros, con lo que la nueva institución policial pasó a denominarse Carabineros de Prisiones. Sin embargo, tal unión no funcionó, por lo que el 17 de junio de 1930 se creó la Dirección General de Prisiones a cargo de las cárceles dependiendo de Carabineros de Prisiones, aunque con funcionarios con uniforme de Gendarmería, y no de Carabineros. Y luego de la caída de Ibáñez, a partir del 26 de agosto de 1931, se separan y la Gendarmería de Prisiones se volvió a regir por las leyes y reglamentos de antes de 1929, es decir, recobraba su independencia, pasándose a llamar, a partir de 1933, Servicio de Vigilancia de Prisiones, al que se le intentó dar un marcado acento civil que no consiguió buenos resultados operativamente en las unidades penales y tribunales, lo cual posteriormente hizo que en el futuro se retomen las formas militares históricas por haber demostrado mejor eficiencia.

Para efectos conmemorativos se considera que el nacimiento de la Gendarmería como tal se produjo cuando se creó la Dirección General de Prisiones, y se considera como el día de aniversario institucional el 30 de noviembre de 1930. Aunque sus orígenes son mucho más antiguos. 
El 1 de abril de 1944, producto de una mayor comprensión de la importancia de la labor de selección y preparación del personal penitenciario, por el Decreto N.º 3620, se crea la Escuela Penitenciaria de Chile. Diez años más tarde, el 9 de febrero de 1954, 
pasa a denominarse Escuela Técnica de los Servicios de Vigilancia de Prisiones según el Decreto N.º 775.

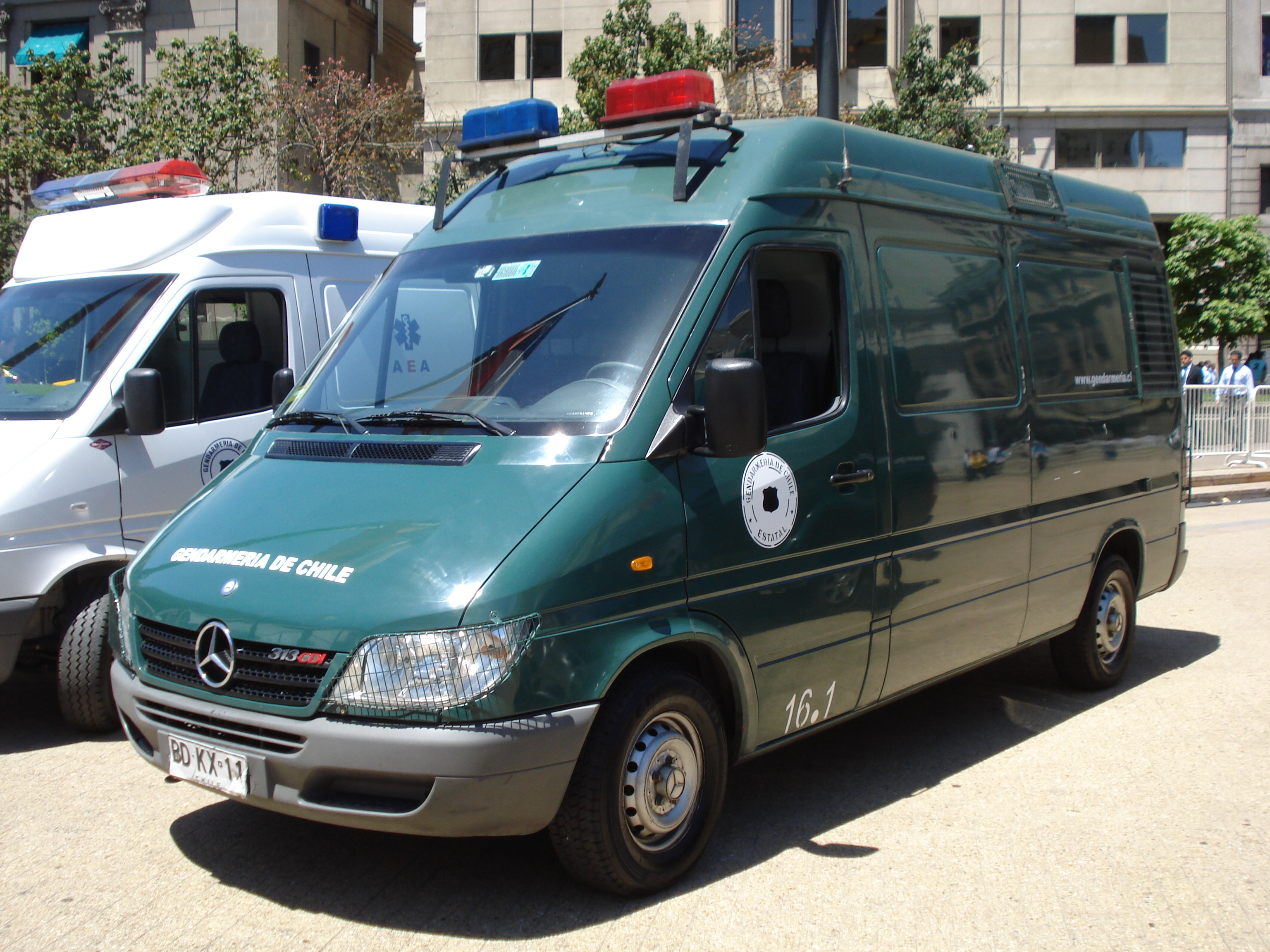
Furgoneta de Gendarmería de Chile también denominada "carro celular", se usa para transportar reclusos en la actualidad.

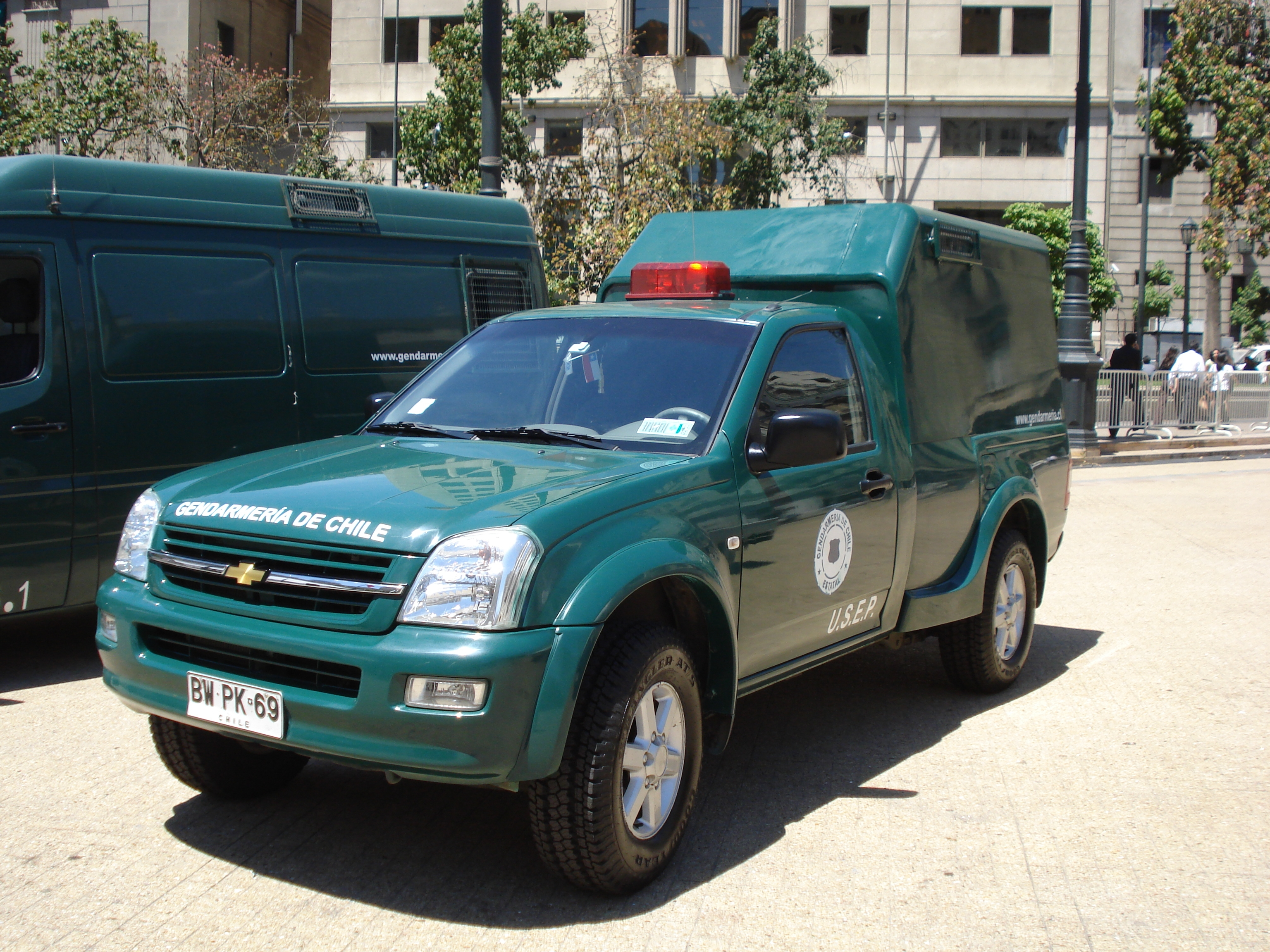
Camioneta de Gendarmería perteneciente a la Unidad de Servicios Especiales Penitenciarios (USEP).

Dos años después del golpe de Estado del 11 de septiembre de 1973, el general Augusto Pinochet firmó el Decreto n.º 842 que cambia su nombre el 6 de enero de 1975 al actual de Gendarmería de Chile durante la dictadura militar. Por lo cual la Escuela Técnica pasa a denominarse Escuela de Gendarmería de Chile del General Manuel Bulnes Prieto de acuerdo con el Decreto N.º 842. 
Además, se realizan una serie de modificaciones que van desde la implementación de un nuevo uniforme hasta una ley orgánica que define ciertos aspectos institucionales. Antes de que bajo Pinochet se modificara el uniforme, este era casi igual al del Ejército y constaba de blusa gris con botones dorados, pantalón gris con vivo rojo, gorra gris con el escudo nacional en color dorado, camisa gris y corbatín blanco; con el transcurrir del tiempo se fue diferenciado en algunos detalles como usar el vivo o raya del pantalón en color azul prusia en vez de rojo, la camisa cambió de gris a celeste, e incluso la guerrera o blusa del uniforme dejó de ser cerrada por lo que se comenzó a usar corbata gris en vez del típico corbatín que empleaba el Servicio de Prisiones. En otras ocasiones como galas, la corbata se usaba en color negro en reemplazo de la gris, la camisa celeste era sustituida por una blanca y la blusa cambiaba de gris a blanco. El diseño actual del uniforme institucional,  denominado verde boldo (por el color del árbol homónimo) fue elegido por la entonces ministra de justicia, Mónica Madariaga, quien recibió dos propuestas de Pinochet por medios de revistas ilustradas, el verde boldo o un uniforme café marrón, con este último color de uniforme Madariaga bromeó sobre que si los gendarmes de piel morena lo usaran, "parecerían chocolitos" (un helado fabricado en Chile de similar color), por lo que se optó por el verde boldo inspirado en uniformes alemanes de las Wehrmacht (Fuerzas Armadas) de la Segunda Guerra Mundial. 
Durante la mañana del 3 de abril de 1996, los exfrentistas Francisco Díaz Trujillo y Cristian Valenzuela Lira atacaron a los gendarmes Álex Villagrán Pañinao y Hernán Millán Inostroza, que se disponían a izar la bandera chilena en el frontis de la Escuela de Gendarmería en la calle Artemio Gutiérrez. Usando el pretexto de preguntar sobre la ubicación de la Dirección Regional de Gendarmería, Villagrán les da la espalda para darle las indicaciones, momento en que los atacantes sacaron armas de fuego y les dispararon, asesinando a Villagrán e hiriendo de gravedad a Millán, según la investigación, el atacante metió una escopeta por debajo del chaleco antibalas de Villagrán y lo remató tras caer herido. Oyendo los disparos, un tercer gendarme salió a la calle y enfrentó a los terroristas a tiros, dejando herido a Díaz y matando a Valenzuela, el primero huyó con una Uzi robada a una de las víctimas en un vehículo secuestrado a un civil, el ex-frentista no fue capturado y murió en un enfrentamiento contra Carabineros en 1997. 
El 16 de diciembre de 1997 se crea la Academia Superior de Estudios Penitenciarios que entre otras materias, es la encargada de formar oficiales penitenciarios profesionales mejor preparados para entregar sus conocimientos y destrezas en lo referente a la abnegada labor penitenciaria que deben realizar día a día en las cárceles del país. Si bien Gendarmería es una institución jerarquizada, uniformada, disciplinada, obediente y armada, posee la particularidad de que sus funcionarios tienen derecho a huelga y a poseer dirigentes. Esto ha sido posible después de que durante el gobierno de Patricio Aylwin se implementaron políticas de sindicalización en varias instituciones, incluyendo esta.
En la actualidad, se está llevando a cabo un programa de modernización para la institución, sobre todo en lo respectivo al trato con internos y otras materias institucionales importantes, relacionadas directa e indirectamente con la labor penitenciaria.

## Organización institucional

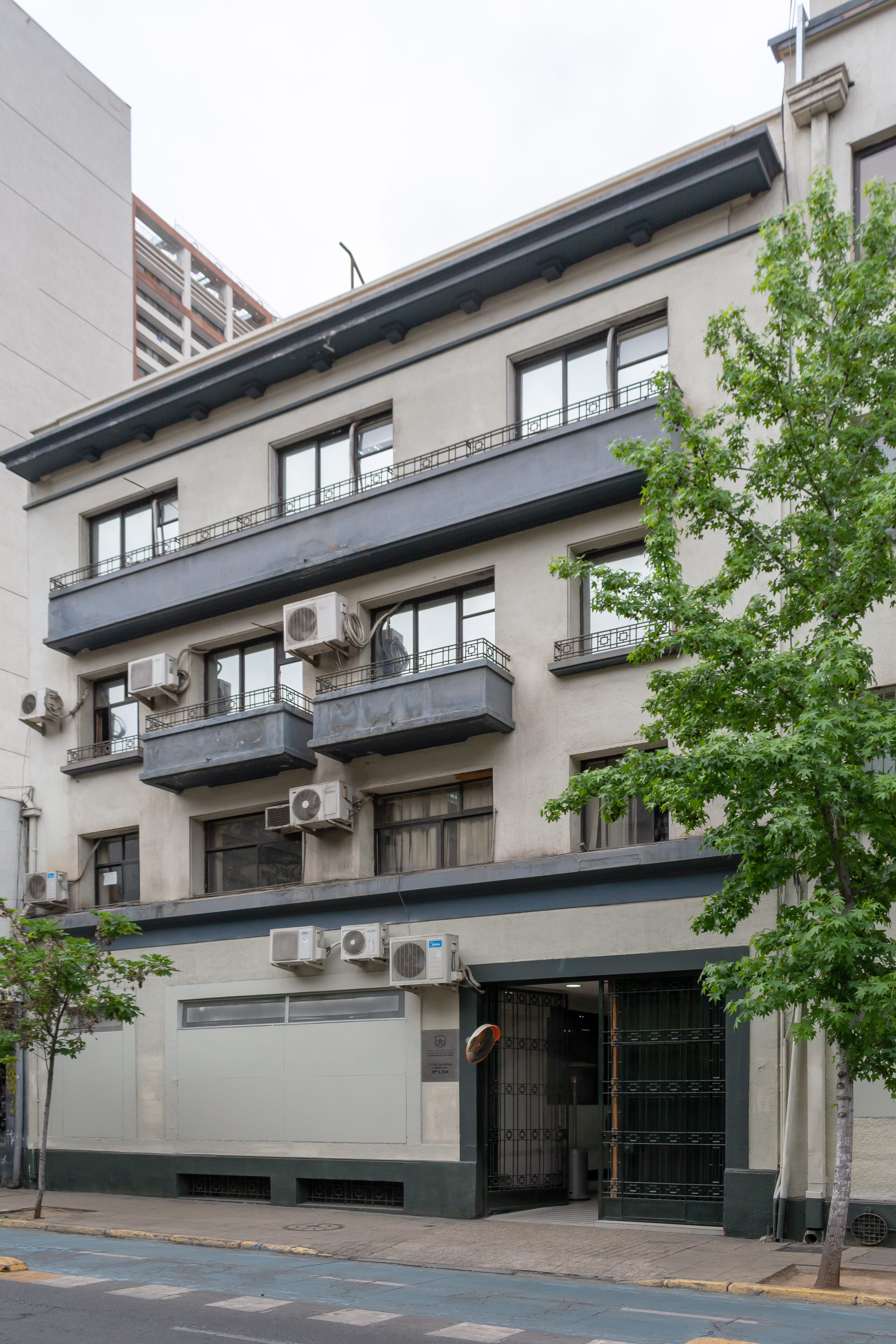
Dirección Nacional de Gendarmería.

La Gendarmería de Chile se organiza como lo define su ley orgánica en razón de sus fines y naturaleza, por lo que es una institución jerarquizada, disciplinada, obediente y armada. Esta institución se organiza por medio de la Dirección Nacional máxima jefatura dentro de la institución, a la que le sigue en jerarquía la Subdirección Operativa, y a su vez estas últimas dos se subdividen en las respectivas Direcciones Regionales, las que se interrelacionan junto a las unidades penales con las Seremias de Justicia, Intendencias, Gobernaciones Provinciales, Cortes de Apelaciones, Municipalidades,  Fiscalías Regionales, etc.
Originalmente estaba prohibido por su ley orgánica en su artículo 14 pertenecer a partidos políticos, organizaciones sindicales y ejercer cualquier otra forma de política partidista, pero principalmente a principios de 1990 durante la presidencia de Patricio Aylwin se instruyó a esta institución para que pueda sindicalizarse y tener dirigentes.
En la actualidad existen varias organizaciones gremiales, las que más bien tienen por objetivo ofrecer mejoras salariales, mejores condiciones de trabajo para los funcionarios, además de frenar cualquier abuso que pueda ejercer alguna autoridad aprovechándose de su condición en contra de algún funcionario.

Cabe señalar que la mayoría de estos cambios que se hicieron no quedaron plasmados claramente en su ley orgánica. Por lo que es posible hallar algunas contradicciones; por ejemplo, aunque está prohibido usar uniformes de esta institución para cualquier acto sindical, se les permite el ejercicio gremial.
En otros países del mundo hay cuerpos militares que poseen derecho a tener asociaciones gremiales o sindicatos según sentencias del Tribunal Europeo de Derechos Humanos, entre ellos existen la Gendarmería Nacional francesa que siendo un cuerpo policial de carácter militar, tiene permitida la existencia de asociaciones gremiales a sus efectivos, algo que también acontece en la Guardia Civil española que igualmente es un instituto policial de naturaleza militar que agrupa a sus miembros en la Asociación Unificada de Guardias Civiles y en la Unión de Oficiales. Del mismo modo, las otras ramas de las Fuerzas Armadas Españolas agrupan a su personal en la Asociación Unificada de Militares Españoles, y las Fuerzas Armadas francesas cuentan con derecho de asociación gremial, lo cual así mismo ocurre con el actual Ejército Alemán (Deutsches Heer) componente de las Fuerzas Armadas Federales Alemanas, ya que posee derecho de asociación gremial, y finalmente naciones como Noruega, Suecia, Dinamarca y Finlandia permiten plenos derechos sindicales a sus efectivos sin que por ello pierdan la calidad de militar, por lo que existen entidades internacionales como la European Organisation of Military Associations y el Foro Mediterraneo of Military Associations.

La Gendarmería de Chile celebró en 2014 su octogésimo aniversario, puesto que se toma como partida el año de creación de la Dirección General de Prisiones, aunque sus orígenes están en 1870, cuando se creó la Guardia de la Penitenciaría de Santiago. El mismo año, la presidente Michelle Bachelet promulgó la ley que establece cada 30 de noviembre como Día Nacional de Gendarmería de Chile en reconocimiento a la relevante labor que cumple.

## Misión

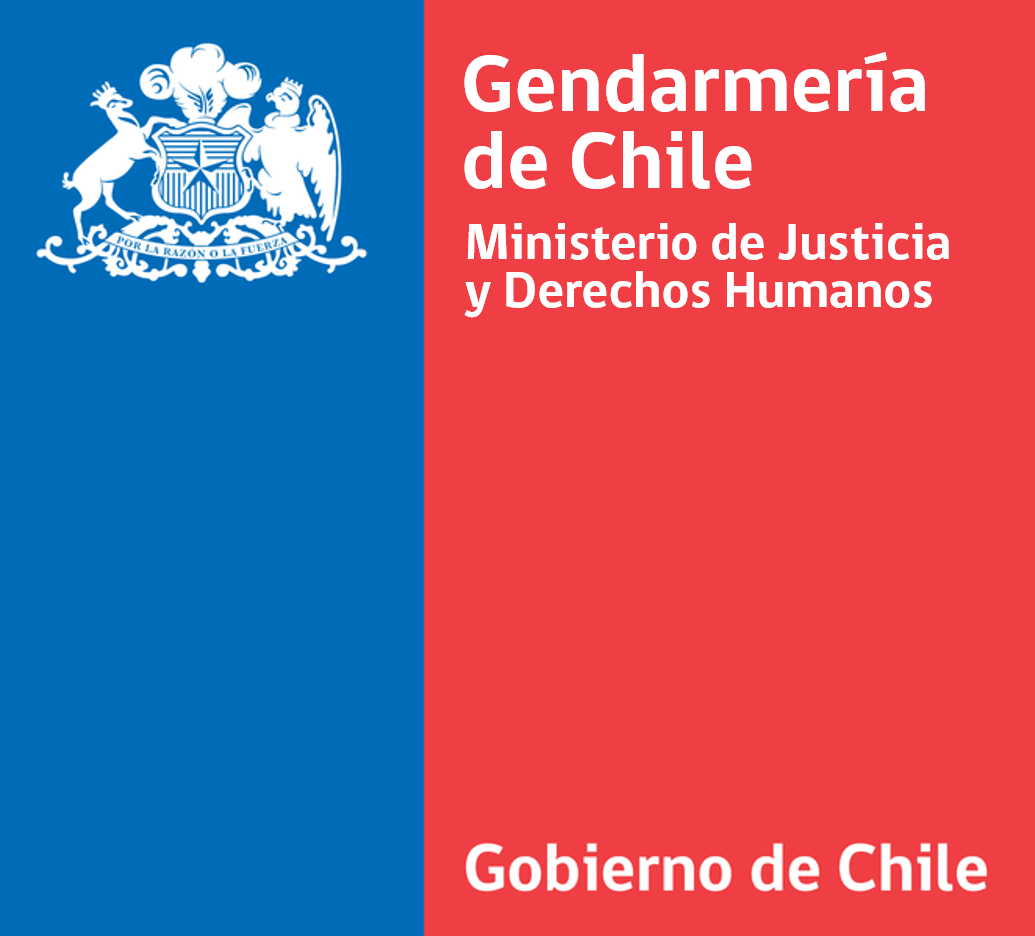
Logotipo oficial del Gobierno

Gendarmería de Chile, institución dependiente del Ministerio de Justicia, tiene a su cargo las cárceles, penales y la seguridad de los Tribunales de Justicia del país. Posee por misión, "Contribuir a una sociedad más segura, garantizando el cumplimiento eficaz de la detención preventiva y de las penas privativas o restrictivas de libertad a quienes los tribunales determinen, proporcionando a los afectados un trato digno, acorde a su calidad
de persona y desarrollando programas de reinserción social que tiendan a disminuir las probabilidades de reincidencia delictual." 

## Grados y escala jerárquica
Gendarmería de Chile es una institución uniformada, jerarquizada, obediente y armada, hunde profundamente sus raíces en el Ejército de Chile, institución de la cual nació. Su nombre como institución por otra parte es un nombre francés que hace referencia a gente armada o un grupo militarizado, esto hace que la gran mayoría de su simbología y grados coincidan con los de las demás Fuerzas Armadas.
Los grados jerárquicos en esta institución se dividen en tres niveles, en donde los de la planta I corresponden a oficiales penitenciarios, los de la planta II a los suboficiales y gendarmes, y la planta III es correspondiente al personal no uniformado. Los grados conforme al estatuto de personal de Gendarmería de Chile son los siguientes.

### Planta I de Oficiales Penitenciarios
Corresponde a los funcionarios que han cursado y aprobado la malla curricular impartida por la Escuela de Gendarmería para la carrera de oficial penitenciario, excepto el grado de director nacional bajo ciertas circunstancias, ya que es imperativo que se cuente con los requisitos consignados en las normativas institucionales y la confianza del presidente de la República. La designación del director nacional recae en el jefe de Estado, quedando a su criterio el nombramiento de un oficial penitenciario de línea o un profesional que posea una carrera universitaria de a lo menos ocho semestres de duración, y que acredite una experiencia no inferior a cinco años en el sector público o privado.
Grado
Oficiales Directivos
- Director nacional (designado por el presidente de la República)
- Subdirector operativo (oficial penitenciario segundo al mando en jerarquía de la institución)

Oficiales superiores
- Coronel

Oficiales jefes
- Teniente coronel
- Mayor

Oficiales subalternos
- Capitán
- Teniente 1.º
- Teniente 2.º
- Subteniente

Alumno de la Escuela de Oficiales de Gendarmería
- Aspirante a oficial 4.º año
- Aspirante a oficial 3.er año
- Aspirante a oficial 2.º año
- Aspirante a oficial 1.er año

| Tenida                   | Alto mando        | Alto mando            | Oficial superior | Oficial jefe     | Oficial jefe | Oficial subalterno | Oficial subalterno | Oficial subalterno | Oficial subalterno |                             | Aspirante a oficial          |                             |                              |
| Blusa                    |                   |                       |                  |                  |              |                    |                    |                    |                    |                             |                              |                             |                              |
| Camisa Impermeable Parka |                   |                       |                  |                  |              |                    |                    |                    |                    |                             |                              |                             |                              |
| Régimen Interno          |                   |                       |                  |                  |              |                    |                    |                    |                    |                             |                              |                             |                              |
| Grado                    | Director nacional | Subdirector operativo | Coronel          | Teniente coronel | Mayor        | Capitán            | Teniente 1.°       | Teniente 2.°       | Subteniente        | Aspirante a oficial 4.º año | Aspirante a oficial 3.er año | Aspirante a oficial 2.º año | Aspitante a oficial 1.er año |
| Abreviatura              | DIREC NAC         | SDO                   | CRNL             | TTE CRNL         | MAY          | CAP                | TTE 1°             | TTE 2°             | SUB TTE            | AA.OO. 4                    | AA.OO. 3                     | AA.OO. 2                    | AA.OO. 1                     |

### Planta II de suboficiales y gendarmes
Corresponde a los funcionarios que han cursado y aprobado la malla curricular impartida por la Escuela de Formación Penitenciaria Gendarme Alex Villagran Pañinao (ESFORPEN) para la carrera de Suboficiales de Gendarmería de Chile.
Suboficial mayor
- Suboficial mayor

Suboficiales
- Suboficial
- Sargento primero
- Sargento segundo

Clases
- Cabo primero
- Cabo segundo
- Cabo

Gendarmes
- Gendarme primero
- Gendarme segundo
- Gendarme

Alumno Escuela de Formación Penitenciaria
- Gendarme alumno 2.º año
- Gendarme alumno 1.er año

| Tenida                   | Suboficial Mayor | Suboficiales | Suboficiales | Suboficiales | Clases   | Clases   | Clases | Gendarmes    | Gendarmes    |          | ALUMNO                  | ALUMNO                   |
| Blusa                    |                  |              |              |              |          |          |        |              |              |          |                         |                          |
| Camisa Impermeable Parka |                  |              |              |              |          |          |        |              |              |          |                         |                          |
| Régimen Interno          |                  |              |              |              |          |          |        |              |              |          |                         |                          |
| Grado                    | Suboficial mayor | Suboficial   | Sargento 1.° | Sargento 2.° | Cabo 1.º | Cabo 2.º | Cabo   | Gendarme 1.° | Gendarme 2.° | Gendarme | Gendarme alumno 2.º año | Gendarme alumno 1.er año |
| Abreviatura              | SOM              | SOF          | SGTO 1°      | SGTO 2°      | CBO 1°   | CBO 2°   | CBO    | GDME 1°      | GDME 2°      | GDME     | GG.AA. 2                | GG.AA. 1                 |

### Planta III de directivos, profesionales, técnicos y administrativos (personal no uniformado)
Corresponde a los funcionarios que cumplen funciones relativas a su especialidad, ya sea en cargos de Jefaturas de Departamentos, Subdepartamentos o Secciones (Planta Directivos), o en el pleno ejercicio de las profesiones (Planta de Profesionales). En este caso, se concentra en la atención especializada de la población penal, que cumple condenas en régimen cerrado o régimen abierto. Los requisitos de incorporación para planta Directivos y Profesionales exigen la posesión de un título profesional habilitante para la correspondiente función. Para la Planta de Técnicos, es requisito la certificación de este nivel formativo, y para la Planta de Administrativos, se hace requisito la Enseñanza Media cumplida. 
Las funciones de las personas adscritas a esta Planta III, son desarrolladas tanto en Unidades Penales, como en Centros de Reinserción Social, Centros de Educación y Trabajo, Patronatos Locales de Reos, Direcciones Regionales y Dirección Nacional.
Este estamento cuenta con personal de planta, que se encuentra adscrito al mismo régimen previsional DIPRECA que los funcionarios de las plantas I y II, y los asimilados a grados en calidad de contrata, cuentan con renovación anula y sistema previsional regular.

## Medidas alternativas a las penas privativas o restrictivas de libertad
Las medidas alternativas a las penas privativas o restrictivas de libertad en Chile son un sistema establecido en la Ley N.º 18.216, que permite a los tribunales suspender la ejecución de penas privativas o restrictivas de libertad al momento de imponerlas, cumpliendo ciertos requisitos. Las medidas alternativa que contempla la citada ley son: la remisión condicional de la pena, la libertad vigilada y la reclusión nocturna. 
La primera "consiste en la suspensión de su cumplimiento y en la discreta observación y asistencia del condenado por la autoridad administrativa durante un lapso de tiempo" (art. 3); la segunda, en "someter al reo a un régimen de libertad a prueba que tenderá a su tratamiento intensivo e individualizado, bajo la vigilancia y orientación permanentes de un delegado", por un mínimo de tres años y un máximo de seis (art. 14) y la tercera "en el encierro en establecimientos especiales, desde las 22 horas de cada día hasta las 6 horas del día siguiente" (art. 7).

## Unidades especializadas
La Gendarmería de Chile cuenta con algunas unidades especiales a cargo de la custodia de reos, investigación policial dentro de recintos penitenciarios y otras tareas.

### Sección Armamento y Munición (SAM)

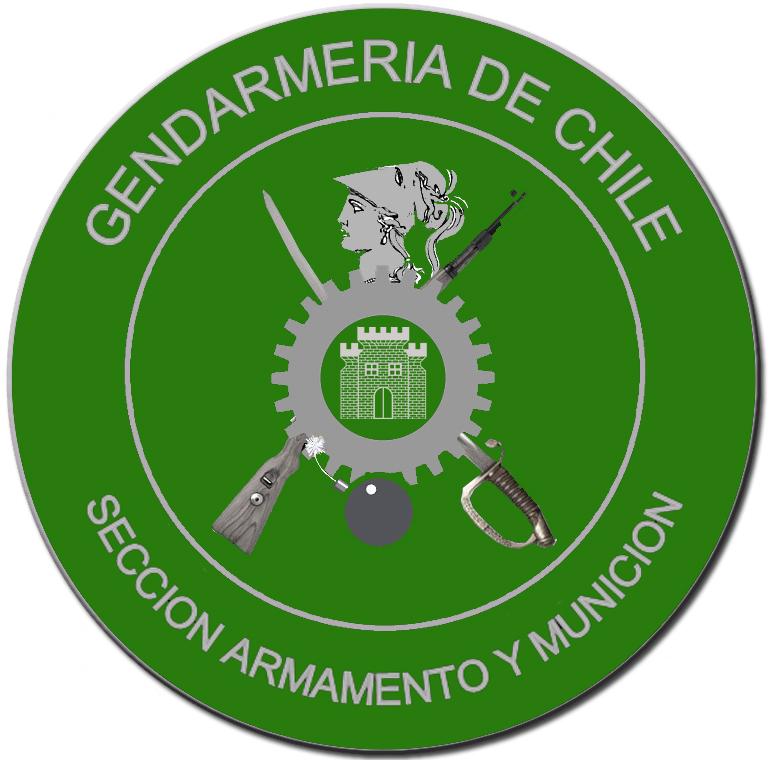
Escudo de la Sección Armamento y Munición.

- Es la sección más antigua de Gendarmería de Chile, creada por decreto de Justicia N.º 355 de 25 de enero de 1966, está conformada en gran parte por armeros artificieros especialistas en tiro. Es la encargada de la distribución y control del armamento, Munición y elementos químicos, de la confección de instrucciones generales sobre uso, conservación y mantenimiento de las armas, y atender a todo lo que se relaciona con esta especialidad y lo que el director de turno le encomendare.

### Sección Prevención Eventos Críticos (SPEC)

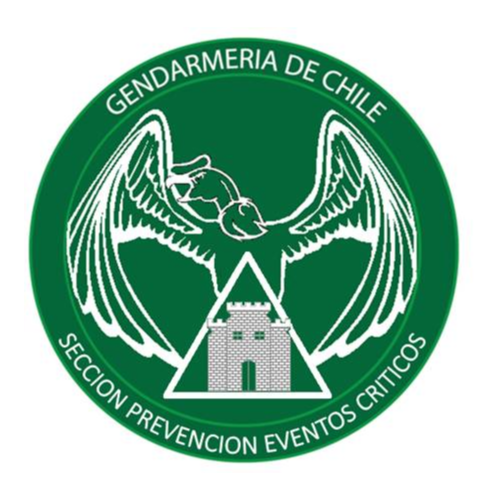
Escudo SPEC

- Es una unidad creada conforme a Res. Ex. n.º 2857 del 4 de abril de 2013, que Establece Organización Interna de la Subdirección Operativa y Departamentos dependientes y que le corresponde desarrollar acciones vinculadas a la prevención y actuación ante eventos críticos, tales como catástrofes naturales, incendios, inundaciones, en los recintos donde Gendarmería de Chile ejerce la función de vigilancia y control. A la vez, debe coordinar, ejecutar y controlar la distribución de los equipamientos y elementos de seguridad contra incendio a nivel nacional en su ámbito de competencia, proponer los procedimientos operativos y mecanismos de control, uso, mantenimiento y conservación, respecto al equipamiento y equipos dentro de su área o competencia, entre otras funciones. De esta Sección dependen las BECI de cada unidad penal a lo largo del país.

### Centro Especial Adiestramiento Canino (CEAC)

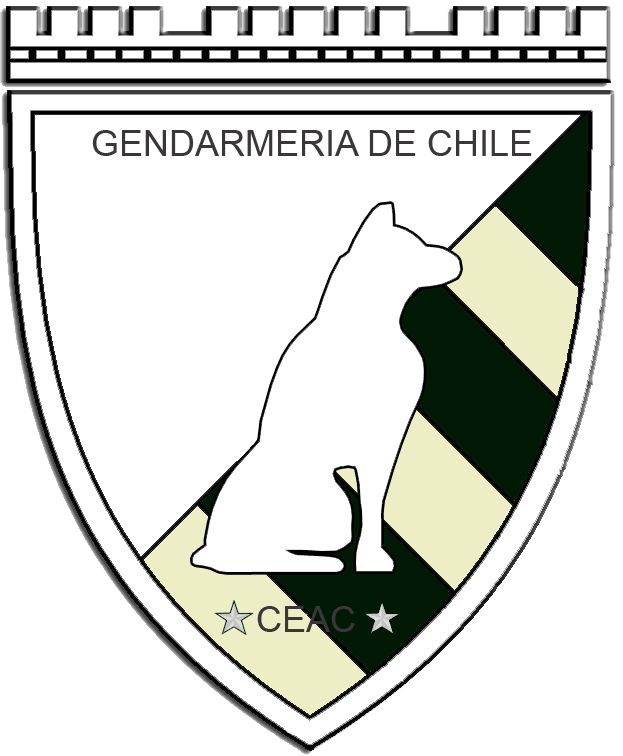
Escudo del CEAC.

- Es una unidad a cargo de especializar al personal penitenciario en el adiestramiento de ejemplares caninos, en vigilancia e intervención, búsqueda y detección de drogas, explosivos y rescate de personas a través de la utilización del método arcón y terapia asistida con ejemplares caninos, además el personal de esta unidad es el encargado de los peritajes frente a los hallazgos e incautaciones de droga que se producen en los establecimientos dependientes de Gendarmería de Chile. Fue creada el 12 de diciembre de 1992, es dependiente del Subdepartamento de Servicios Especiales Penitenciarios, y este a su vez del Departamento de Seguridad Penitenciaria de la Subdirección Operativa de Gendarmería de Chile.

Cuenta con la misión de complementar los sistemas de seguridad tradicionales de la institución, siendo la primera especialidad de Gendarmería de Chile. Por esta unidad se han formado guías e instructores caninos de las siguientes instituciones del continente americano:
Policía Nacional de Colombia (PONAL),  Instituto Nacional Penitenciario y Carcelario de Colombia (INPEC), Policía Nacional Civil de Guatemala, Policía Nacional de Honduras, Dirección General de Servicios Penitenciarios y Correccionales de República Dominicana, Ejército de Chile, Armada de Chile y Dirección General de Aeronáutica Civil de Chile (DGAC). Por lo anterior, esta unidad ha sido reconocida como una de las principales escuelas de adiestramiento canino a nivel continental.

### Equipo de Canes Adiestrados (ECA)

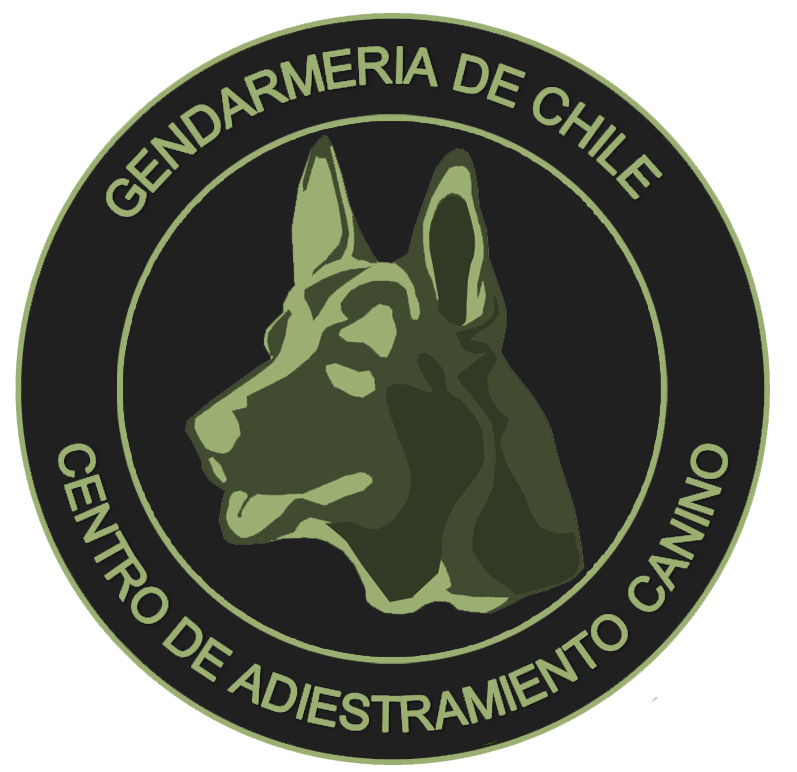
Escudo del ECA.

- Son subunidades dependientes de la sección Centro Especial de Adiestramiento Canino. Están ubicados en las todas las regiones del país, son destinados a apoyar con ejemplares caninos, las funciones propias de la Gendarmería de Chile en las unidades penales de la nación.

### Sección de Operaciones Tácticas (SOT)

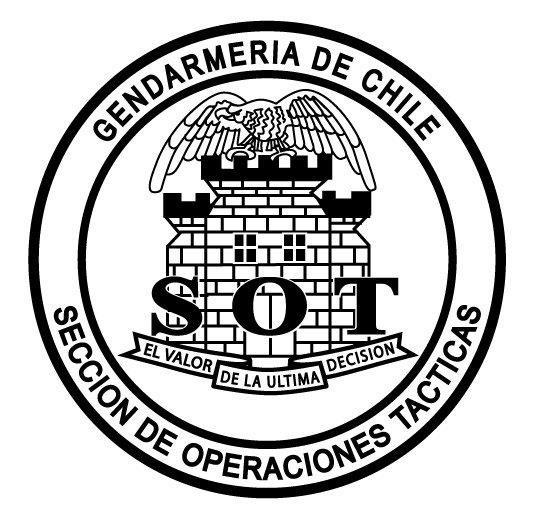
Escudo de la Sección de Operaciones Tácticas.

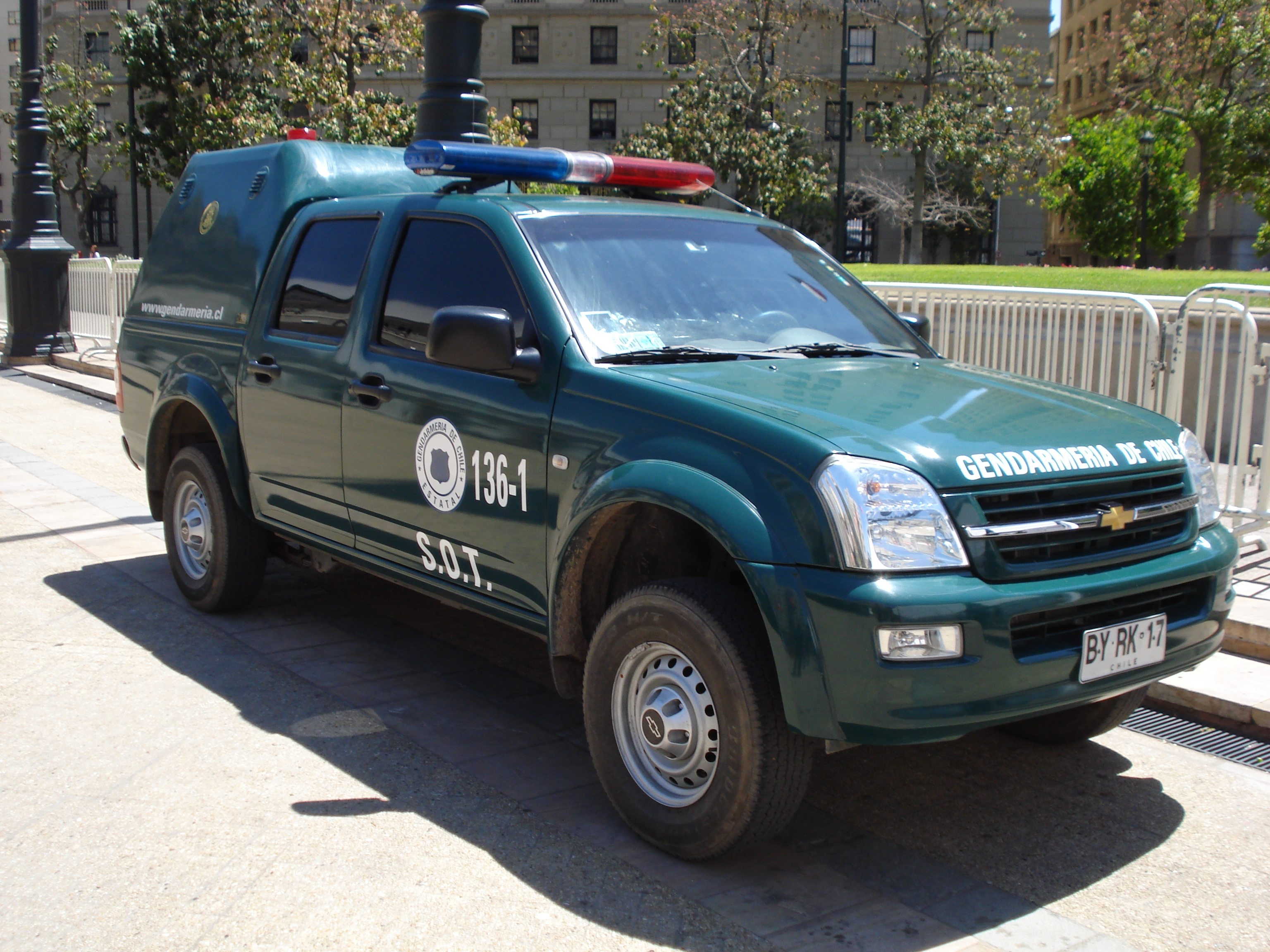
Camioneta de Gendarmería perteneciente a la Sección de Operaciones Tácticas (SOT).

- Sección de Operaciones Tácticas: Es un equipo especializado creado en marzo del año 1996, y reconocido oficialmente el 16 de julio de 2006 mediante resolución exenta n.º 2186. Es dependiente del Subdepartamento de Servicios Especializados (SSEE) del Departamento de Seguridad Penitenciaria de Gendarmería de Chile.

Se trata de un dispositivo especialista en intervención táctica experto en manejo de situaciones de crisis, con toma de rehenes, motines, fugas masivas, anillos de seguridad externos, para la colaboración de coberturas en salidas externas o traslado de comitivas de los privados de libertad. A lo que hay que sumar otras eventualidades que atenten contra la seguridad de los recintos penitenciarios o dependientes del Ministerio de Justicia.
Bajo el mando de un oficial, cuenta con una fuerza de 15 hombres que poseen una reconocida experiencia en situaciones de alta complejidad, y que son elegidos por el mando operativo institucional. Estos efectivos son sometidos a especialización exclusiva en materias de intervención táctica, en materia de defensa personal avanzada, protección de personas importantes (PPI), conocimiento de armas y elementos especiales de uso táctico.
Dentro de esta Sección, se encuentran especialistas en diversas materias. Dentro de las cuales, existen las siguientes:
- Operaciones Tácticas.
- Instructor de Tiro.
- Francotirador
- P.P.I.
- T.C.C.C.
- K-9
- Armero Artificiero.
- Antimotines.
- Traslado de Alto Riesgo.
- Krav Maga
Entre sus fines fundacionales se encuentran los siguientes:
A. Actuar como una unidad especializada ante una toma de rehenes en una unidad penal o especial, Tribunales de Justicia y dependencias pertenecientes a la Dirección General de Gendarmería de Chile
B. Proceder ante una situación crítica en las unidades penales donde haya internos parapetados en un sector portando armas de fuego.
C. Desempeñar funciones como escoltas de autoridades ministeriales e institucionales: Ministro de justicia, subsecretario de justicia, director nacional, etc.
D. Capacitar al personal de las unidades penales del país en temas relacionados con el uso de las armas, técnicas antidisturbios, en general todas las materias institucionales ligadas a la prevención y contención de emergencias.
El personal que formó la base del equipo tuvo en su oportunidad capacitación externa, sin embargo con el paso del tiempo se ha formado una “escuela”, que unido a lo asimilado producto de la experiencia, ha servido para estudiar, aprender y ejercitar las propias técnicas aplicadas. Posterior a cada procedimiento, se analizan los pormenores del mismo, los que se practican en cada instrucción, reconociéndose los errores y aciertos.
De la misma forma, este equipo especializado busca constantemente actualizarse en maniobras tácticas de intervención policiales internacionales para posteriormente ser adaptadas a la realidad institucional, siendo reconocidos por unidades especialistas de otras ramas uniformadas. Además, esta sección entrega capacitación e instrucción en diversas materias tales como:
Conformación de equipo de traslado, técnicas especiales penitenciarias (T.E.P.), armamento y tiro, escolta en la protección de personas importantes (P.P.I), custodia y traslado a personas de alta connotación pública.
En definitiva, su principal misión, es restablecer el orden y control de las unidades penales, unidades especiales, y de toda unidad dependiente de la jurisdicción de la Dirección General de Gendarmería de Chile y del Ministerio de Justicia. Su escudo distintivo es un águila negra posada sobre el torreón, símbolo de Gendarmería de Chile, y su lema es «El Valor de la Última Decisión».

### Grupo especial de traslado (GET)

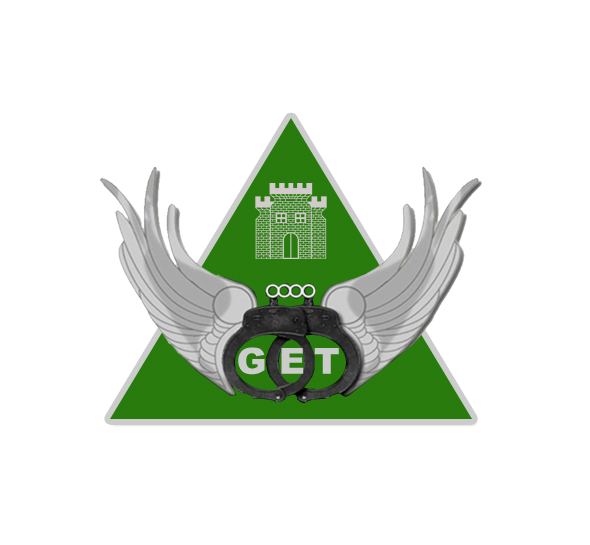
Escudo del Grupo Especial de Traslado.

- Grupo con amplia experiencia encargado de realizar los traslados de imputados y condenados de la Región Metropolitana y de otras regiones, ya sea para ponerlos a disposición de los respectivos Tribunales o ejecutar traslados desde unidades penales y especiales. También efectúa movimientos masivos de población penal, servicios de custodia en hospitales y otros que la institución requiera.

### Grupo Especial Antimotines (GEAM)

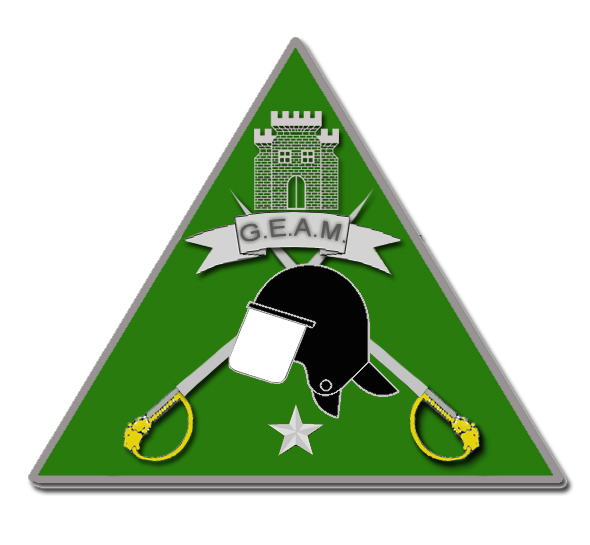
Escudo del GEAM.

- Es un grupo especializado conformado por comandos  del personal uniformado de Gendarmería de Chile, estratégica y operativamente organizado, capacitado, entrenado y dotado de equipos necesarios para desempeñar procedimientos específicos en atención, manejo y control de multitudes, motines o situaciones que ocasionalmente puedan desembocar en alteraciones del orden público.

En la actualidad es el equipo encargado de:
- Desvertebrar la organización del motín o disturbio.

- Hacer desistir a los participantes de acciones contra el orden.

- Restablecer el orden público dentro de cualquier recinto a cargo de Gendarmería de Chile.

### Unidad de Servicios Especiales Penitenciarios (USEP)
- Esta unidad especial, se inició en Gendarmería de Chile, ante la necesidad de contar con personal penitenciario preparado para enfrentar situaciones de conflictos al interior de los penales, tales como motines, toma de rehenes, intentos de fuga y efectuar en forma segura los diversos traslados de internos a los numerosos Tribunales del país.

El 28 de julio de 1997, se fusionaron el Grupo Especial Antimotines (GEAM), y el Grupo Especial de Traslado (GET), conformando la Unidad de Servicios Especiales Penitenciarios (USEP). Este grupo de comandos tiene la  misión de actuar como grupo de reacción, ante situaciones de alteración del régimen interno de las unidades penales, cuando la capacidad operativa de los recintos carcelarios, se viera sobrepasada, y también como grupo de traslado de la población penal
Este personal cuenta con conocimientos técnicos y especializados en materias antidisturbios, seguridad y traslados. Es también el que diariamente presta funciones en los Tribunales del país, cumpliendo con el mandato de la reforma procesal penal.

### Sección Tribunales

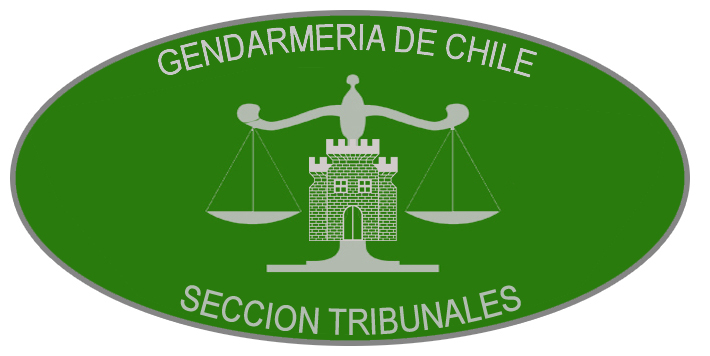
Escudo de la Sección Tribunales.

- Guardia de Palacio de Gendarmería de Chile en los Tribunales de Justicia; Destacamento de Tribunales: Esta Unidad es la encargada de velar por la seguridad de las autoridades judiciales que trabajan en Palacio de Tribunales, Corte Suprema, Tribunal Constitucional, Juzgados Civiles, Ministerio de Justicia, Cortes de Apelaciones y Tribunal Calificador de Elecciones con el fin de mantener el orden en caso de protestas y resguardando la infraestructura, expedientes y la seguridad en el lugar.

### Brigada Especial Contra Incendio (BECI)

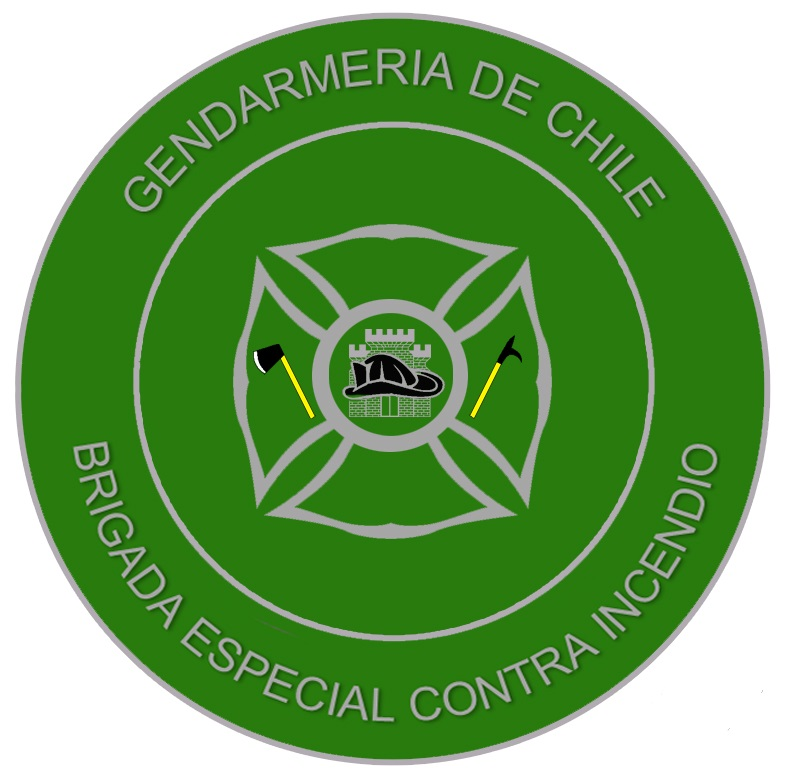
Escudo de la Brigada Especial Contra Incendio.

- Brigada Especial Contra Incendios de Gendarmería; (ex Brigada de Incendios de Gendarmería BIG): Esta unidad está capacitada para actuar como grupo de primera intervención y efectúa la tarea de evacuar a la población penal en caso de Incendio y ayudar a las otras unidades especializadas trabajando en conjunto para que la operación de evacuación sea sin resultados negativos. Además, cuenta con algunos implementos a mediana escala para combatir incendios, mientras llega Bomberos al lugar.

### Centro de Mando y Control (C.M.C.)

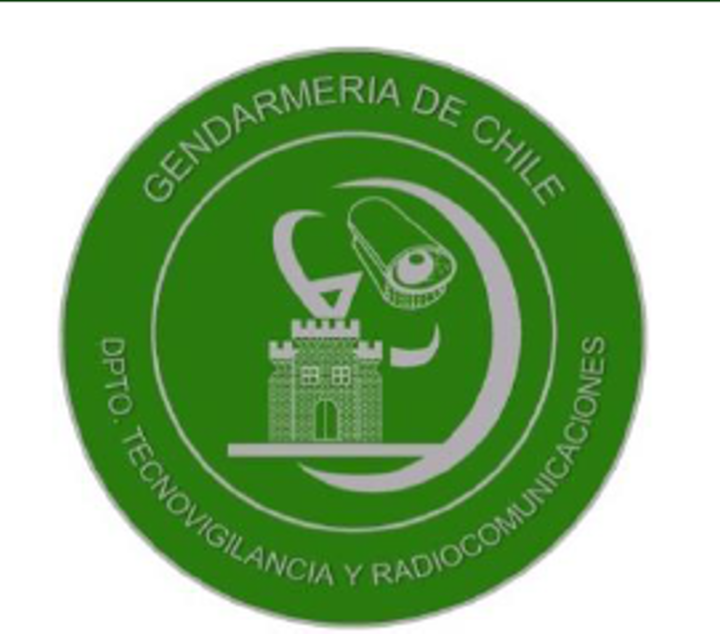
Escudo del Departamento de Tecnovigilancia y Radiocomunicaciones.

- Centro de Mando y Control; A la sección del Centro de Mando y Control le corresponde integrar y coordinar los servicios de radiocomunicaciones, televigilancia u otros servicios que favorezcan los procesos y procedimientos de seguridad penitenciaria, en las regiones donde se encuentren operando. Es dependiente del Departamento de Tecnovigilancia y Radiocomunicaciones.

Las tareas específicas del Centro de Mando y Control son:
- Realizar las coordinaciones radiales con los distintos organismos que colaboran en los procesos operativos de la labor penitenciaria.
- Supervisar el adecuado uso de los equipos de radiocomunicaciones y su operación en regiones.
- Monitorear a través de los sistemas radiales y de televigilancia las actividades diarias de los establecimientos.

### Departamento de Investigación Criminal (DICRIM)
- Unidad especial que realiza investigaciones policiales en las cárceles, e informa al  Ministerio Público sobre hechos que puedan ser constitutivos de delito, siempre que estos sean cometidos al interior de unidades penales o especiales de la institución, por lo cual deben tener su principio de ejecución en ellas conforme a lo regulado en el Artículo 79 inciso final del Código Procesal Penal.[24] Además, se encarga de las investigaciones que dispongan el director nacional y el subdirector operativo.

## Himno institucional
Como la mayoría de las instituciones uniformadas, jerarquizadas y armadas, tiene su himno institucional, establecido mediante resolución n.º 1.878 del 16 de diciembre de 1941. Sin embargo, el Himno de Gendarmería de Chile ha sufrido algunas modificaciones, ya que en la actualidad se le quitó un par de estrofas a la versión original. La letra es obra de Miguel Poblete, oficial grado 15° de la Dirección General, y la música fue compuesta por el alférez de Carabineros Pedro González Pinto.
El himno fue estrenado el 30 de noviembre de 1942, con anterioridad al discurso del entonces director general Julio Olavarría Ávila por la radio del Ministerio del Interior e interpretado por el tenor Juan Charles en compañía del Coro del Servicio de Prisiones:

I Coro

Arriba muchachos clareó la mañana

que junto a las filas nos halle el deber

que jamás el toque de nuevas campanas

vuelva a repetirnos que es amanecer.

II

Nosotros tenemos la dura tarea

de ser los guardianes de todo dolor

del dolor humano que aunque no se vea

tiene su escenario en algún corazón.

III

Las noches de inviernos oscuras y frías

que lloran escarchas o zumba el ciclón

son para nosotros como claros días

tan sólo pendientes de nuestra misión.

IV

Un lema nos sirva por siempre de guía

respeto, obediencia, trabajo y honor

y así nuestros pechos en franca alegría

verán su uniforme en todo su esplendor.

V

Y nuestra bandera que oscila radiante

luciendo sus galas en nuestro cuartel

sepa que en el alma de nuestros gendarmes

hay sólo una nota que dice "deber".

- Wikisource contiene obras originales de o sobre Gendarmería de Chile.

## Relación con otras instituciones dedicadas al ámbito de la delincuencia
Con el objetivo de combatir la delincuencia y ayudar a la comunidad, la Gendarmería trabaja con otras instituciones y servicios públicos, como:
- Carabineros de Chile, ligado históricamente a Gendarmería, hubo un tiempo en que constituyeron una sola institución. La principal tarea colaborativa consiste en que, en caso de una fuga de reos, Carabineros llega al lugar proporcionando ayuda para atrapar a los fugitivos.
- Policía de Investigaciones de Chile, trabaja en conjunto para obtener datos de delincuentes pidiéndoselos al banco de datos institucional. También coopera como Carabineros en el área de posibles fugas.
- Bomberos de Chile, contribuye en caso de un motín de alta de escala o una fuga de reos que ocasione incendios tanto dentro como fuera de los establecimientos penitenciarios proporcionando ayuda a Gendarmería. Si es necesario evacuar a la población penal, se hace en un trabajo conjunto.
- Servicio Nacional de Menores, desde que se dictó la nueva ley penal adolescente los centros detención para menores quedaron bajo la responsabilidad de este servicio, por lo que la institución se encarga de mantener una guardia armada perimetral en estos recintos.
- Servicio de Registro Civil e Identificación, aporta datos claves para la institución relacionados con la información de delincuentes procesados.

## Himnos y marchas institucionales
La Gendarmería de Chile, posee una gran cantidad de himnos que identifican el quehacer penitenciario, los que son interpretados en cada ceremonia propia de la institución, por la Banda Instrumental de Gendarmería de Chile, entre ellos se destacan los siguientes:
- Arriba Muchachos Himno de Gendarmería de Chile (Himno oficial de la institución y de los Gendarmes), antiguo "Himno del Vigilante"
- Marcha Gendarmería de Chile en Desfile (Marcha usada para los desfiles al interior de las Escuelas institucionales y en desfiles efectuados en las calles de la nación)
- Himno del Suboficial Mayor de Gendarmería, antes denominado "Gendarme Mayor"
- Himno de la Escuela de Gendarmería de Chile
- Himno de la ESFORPEN
- Himno del Espadín de Gendarmería
- Himno del CEAC (Centro de Adiestramiento Canino)
- Himno de GEAM (Grupo Especial Anti-motines)
- Marcha Honores a Nuestros mártires
- Marcha Victoria
- Marcha Parches Azules, Castillos Dorados
- Marcha Coronel Jaques
- Marcha Coronel Quijada

## Acontecimientos significativos a lo largo de la historia penitenciaria

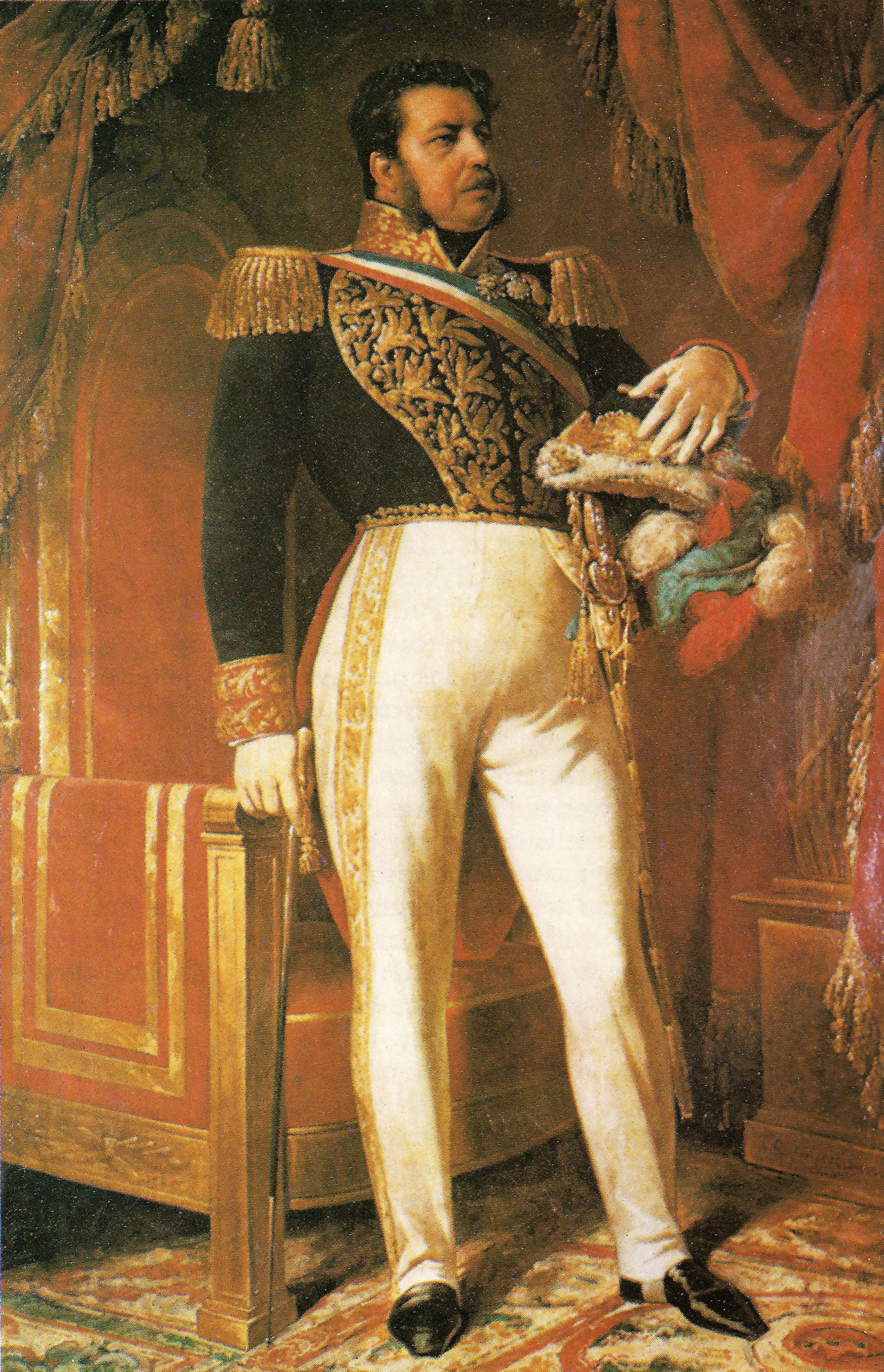
El general y presidente de la República Manuel Bulnes, creador del sistema penitenciario chileno. Se le considera el padre fundador de la Gendarmería de Chile.

- 1843. Bajo la presidencia del general Manuel Bulnes, se crea la Penitenciaría de Santiago.
- 1870. El 25 de noviembre, en el gobierno de José Joaquín Pérez, una ordenanza estableció la creación de la «Guardia Especial de Prisiones para el Presidio Urbano de Santiago».
- 1871. El 8 de noviembre, durante la presidencia del general Joaquín Prieto, a través de una ley de la República, se crea la “Guardia Especial para la Penitenciaría de Santiago”. Lo anterior entregó un marco legal regulatorio a la Guardia Especial para la Penitenciaría de Santiago que ya existía desde un año antes por medio de una ordenanza.
- 1879. Entre los días 7 y 14 de abril, bajo el nombre de Batallón Bulnes, gendarmes y policías municipales participan en la Guerra del Pacífico, siendo destacados por su valor. Una vez concluida la guerra, se desmoviliza este Batallón de Gendarmes en noviembre del año 1883.
- 1892. En el gobierno del almirante Jorge Montt, se crea el Reglamento para las Guardias Especiales de las Prisiones.
- 1911. El 2 de febrero, bajo el gobierno de Ramón Barros Luco, se promulga el Decreto N.º 214 con el cual se crea el Cuerpo de la Gendarmería de Prisiones de la República de Chile; entidad exclusivamente destinada al Servicio de Prisiones.
- 1921. El 30 de noviembre, durante la presidencia de Arturo Alessandri Palma, se crea y organiza jurídicamente bajo la Ley N.º 3.815 el Cuerpo de la Gendarmería de Prisiones de la República de Chile.
- 1925. El 10 de marzo, se establece la Libertad Condicional y los requisitos para obtenerla.
- 1928. El 30 de junio, se establece el Reglamento de Trabajo en las Prisiones.
- 1929. El 11 de abril, se fusiona el Cuerpo de la Gendarmería de Prisiones y el Cuerpo de Carabineros, dando origen a Carabineros de Prisiones.
- 1930. El 17 de junio, se crea la Dirección General de Prisiones, en su momento dependiente de Carabineros debido a la fusión efectuada, pero con personal de Gendarmería. Actualmente denominada Dirección Nacional de Gendarmería de Chile.
- 1931. El 26 de agosto, se separa la Gendarmería de Prisiones y Carabineros dividiendo sus atribuciones otra vez.
- 1932. El 5 de noviembre, se reglamenta la enseñanza en las prisiones.
- 1933. El Cuerpo de la Gendarmería de Prisiones cambia su nombre a Servicio de Vigilancia de Prisiones.
- 1936. El 13 de febrero, se autoriza la adquisición de la propiedad para la Penitenciaria de Santiago.
- 1943. El 16 de agosto, se destinan fondos para la habilitación y funcionamiento de colonias penales.
- 1943. El 6 de agosto, se le concede personalidad jurídica al Patronato Nacional de Reos.
- 1943. El 6 de noviembre, se modifica el Código Penal y Procedimiento Penal.
- 1944. El 14 de junio, se crea una Colonia Penal que funcionará en la Isla Santa María.
- 1949. El 7 de julio, se dispone que quedara abolida la pena de azotes.
- 1950. El 29 de diciembre, se fija la escala de grados y sueldos al personal de la Dirección General de Prisiones.
- 1951. El 25 de enero, se crea el Reglamento sobre la aplicación de la pena de muerte.
- 1960. El Servicio de Vigilancia de Prisiones recibe el nombre de Servicio de Prisiones.
- 1962. El 4 de julio de 1962, se crea el Departamento de Vigilancia y Tratamiento Penitenciario.
- 1966. Bajo decreto de Justicia N.º 355 de 25 de enero de 1966, se crea la Sección Armamento y Munición (S. A. M.).
- 1975. El 6 de enero, en la dictadura militar del General Augusto Pinochet, se cambia la denominación del Servicio de Prisiones por la de Gendarmería de Chile.
- 1978. El 30 de marzo de 1978, se aprueba el convenio entre el Ministerio de Educación y el Ministerio de Justicia para realizar una labor educativa conjunta orientada a lograr la rehabilitación de los reclusos.
- 1979. El 12 de noviembre, se establece la ley orgánica de la Gendarmería de Chile y con esto sus obligaciones como institución.
- 1980. El 9 de diciembre, se reglamenta la rehabilitación de reclusos mediante la Enseñanza Técnico Profesional y el Trabajo de Establecimientos Penales.
- 1981. El 14 de enero, se implementan medidas alternativas a la pena privativa y restricciones de libertad.
- 1985. En junio, se fija la estructura orgánica de las Direcciones Regionales del país, y se establecen las obligaciones, deberes y funciones de los directores regionales de la Gendarmería de Chile.
- 1985. El 24 de enero, se fijan normas técnicas para la aplicación de la libertad vigilada de adultos.
- 1987. El 13 de marzo de 1987, se aprueban Planes y Programas para la educación básica de adultos que se imparte en las escuelas que funcionan en los recintos penales del país.
- 1990. El 14 noviembre, mientras cuatro funcionarios del equipo denominado "Cobra", de Gendarmería de Chile, concurrieron como custodia al Hospital Sotero del Río, con el interno terrorista Marcos Ariel Antonioletti, perteneciente al Movimiento Juvenil Lautaro, el cual se encontraba recluido por el homicidio de tres funcionarios de Carabineros. Dos funcionarios de Gendarmería se quedaron custodiando el carro fiscal, y los otros dos como custodias directa en el sector de oftalmología, el cual contemplaba poca visibilidad. Aproximadamente a las 14:45 horas, Marcela Rodríguez Valdivieso, alias "la mujer metralleta", quien lideraba el Movimiento Juvenil Lautaro, irrumpe junto a diez subversivos armados con armas de grueso calibre en el sector, vestidos de médicos con la finalidad de rescatar al interno Antonioletti, enfrentándose con el personal de custodia tanto directa como de carro, provocando la muerte al capitán Ricardo Briceño Bustamante, cabo Manuel Acuña Leal, gendarme Benjamín Hernández Avilés y el gendarme Juan Mondaca Figueroa.

Mientras los subversivos embarcaban en una camioneta se produce un enfrentamiento de fuego cruzado con el funcionario de Carabineros de Chile, cabo Alfonso Villegas Muñoz, quien se percató del rescate, hiriendo en su columna a Marcela Rodríguez, produciendo que esta quedara inválida, mientras los subversivos también impactan al cabo Villegas, provocándole la muerte. Al día siguiente Antonioletti fue llevado clandestinamente a una casa en el sector de Avenida Las Rejas, esa noche detectives de la Policía de Investigaciones rodearon su residencia, y liquidaron a Antonioletti, quien falleció víctima de un único tiro en medio de la frente.
La muerte de los cuatro funcionarios de Gendarmería y un funcionario de Carabineros, hizo que el gobierno de Patricio Aylwin estableciera que la institución debía regresar a cotizar en la caja de previsión de DIPRECA, de la cual los gendarmes fueron cofundadores en el pasado, pero que pese a lo anterior, se decidió en 1980 a expulsar a Gendarmería como cotizante. Luego del atentado al Equipo Cobra, se evidenció una profunda disparidad de pensiones para las viudas e hijos de los cuatro gendarmes y el carabinero, ya que algunos de los gendarmes cotizaban en AFP, mientras otros seguían en DIPRECA, porque durante los primeros años de creación del nuevo sistema de pensiones, era posible no cambiarse, siendo más adelante obligatorio cotizar en AFP, no obstante, los cuatro gendarmes y el carabinero estuvieron expuestos al mismo riesgo mortal durante el ejercicio de sus funciones.
- 1993. En febrero, se crea el CEAC la unidad de adiestramiento canino de la Gendarmería de Chile.

- 1995. El 30 de noviembre, mientras se conmemoraba el aniversario institucional, la población penal de la Ex cárcel de Valparaíso de aproximadamente 1200 reclusos, se amotinan manteniendo en su poder dos armas de fuego, tomando como rehenes a cuatro funcionarios uniformados que cumplían funciones en la guardia interna del recinto, rociando completamente sus cuerpos y caras con parafina, amarrándolos junto a cilindros de gas licuado y estoques en sus cuellos. Amenazando al gobierno que si no cumplían sus exigencias, darían muerte a los rehenes, mientras los funcionarios restantes intentaban el rescate, los internos hieren con un arma de fuego a un oficial de Gendarmería, prolongándose el motín por 16 horas, llegando posteriormente el Grupo Especial Antimotines (GEAM), en donde proceden al rescate de los funcionarios, poniéndole término al amotinamiento de la población penal.
- 1996. En marzo, se crea el SOT la unidad especializada de la Gendarmería que actúa en el manejo de situaciones de crisis, con toma de rehenes, motines, fugas masivas, etc.
- 1998. El 24 de enero, se fijan las normas técnicas para la aplicación de la libertad vigilada de adultos.
- 1999. El 22 de febrero, concurrieron hasta el Octavo Juzgado del Crimen de Viña del Mar, los internos Mario Torres Aceituno, Juan Astudillo Herrera, Cristian Donoso Castro y Cristian Toledo Castro, quienes fueron solicitados a la cárcel de Valparaíso en forma errónea por el funcionario de Gendarmería agregado de Tribunal, Enrique Alfonso Jeraldo Herrera, así que dichos presos concurrieron bajo personal de custodia de Gendarmería. Una vez en el lugar en el sector de calabozos, los Internos anteriormente mencionados, arrebatan a uno de los efectivos una subametralladora uzi, hiriendo de muerte con un disparo en el cráneo al gendarme Hernán Carreño Castro, y dejando con lesiones menos graves al gendarme Roberto Moraga Barrientos, por lo cual se intentó detener la fuga, no obstante los reclusos huyeron posteriormente en diferentes direcciones de la ciudad de Viña del Mar.

En donde en ese instante, se produce un enfrentamiento con armas de fuego, por parte de personal de Carabineros de Chile con el antisocial Cristian Toledo Castro, quien antes de ser abatido de muerte por unos de los funcionarios de Carabineros, dispara al cabo segundo Marcelo Saavedra Jerez produciéndole la muerte. Ya una vez recapturados los internos fugados, y con resolución de sumario por baja al funcionario de Gendarmería de Chile, Enrique Alfonso Jeraldo Herrera, también se le condenó a 61 días de presidio menor en grado mínimo, como autor del delito de evasión de presos por descuido culpable.
- 2007. Se crea informalmente la Subdirección Operativa como una repartición asesora del director nacional en materias de seguridad y toma de decisiones.
- 2010. 20 de marzo, se promulga Ley 20.426, que considera la recuperación de los grados históricos originales que habían sido arrebatados en 1980 para el personal de las plantas I y II. Además, se reestructura la organización interna de Gendarmería, creando legalmente la Subdirección Operativa como segunda máxima jefatura de la institución.
- 2011. El 14 de mayo, se promulga el Decreto (J) N°943, "Aprueba un reglamento que establece un estatuto laboral y de formación para el trabajo penitenciario", consolidando y organizando la empleabilidad al interior de las Unidades Penales y en los Centro de Educación y Trabajo, incorporando incentivos nuevos, tales como permisos especiales, y potenciado el aporte de privados en la gestión laboral.
- 2012. El 27 de junio, se promulga la Ley 20.603, "Modifica ley 18.216 que establece penas privativas o restrictivas de libertad", en la cual se incorporan las penas de Libertad Vigiladas Intensiva, Reclusión Parcial, Prestación de Servicios en Beneficio de la Comunidad (PSBC), y el uso de control telemático en ciertas penas (LVI y Reclusiones Parciales, si corresponde).
- 2023. Se modifica el Código Procesal Penal, agregando a la Gendarmería de Chile como policía judicial auxiliar de la investigación en el procedimiento penal, permitiendo al Ministerio Público impartirle instrucciones y diligencias, siempre que se trate de delitos cometidos al interior de unidades penales. Lo que está establecido en el Código Procesal Penal, Párrafo 3.º La Policía, Artículo 79 inciso final, y en la Ley 21.555.[25]